# Gero (miasto)
Gero (jap. 下呂市 Gero-shi) – miasto w prefekturze Gifu na wyspie Honsiu (Honshū), w Japonii.

## Opis
W okresie Edo (1603–1868) onseny w Gero zostały opisane jako jedne z najlepszych gorących źródeł w Japonii przez wiodącego konfucjańskiego uczonego Razana Hayashi (1583–1657). W mieście dostępne są trzy łaźnie publiczne, oprócz wielu łaźni znajdujących się w licznych ryokanach, z których kilka jest otwartych dla publiczności w określonych porach dnia za opłatą. Jest też wiele bezpłatnych brodzików służących do moczenia stóp i zrelaksowania się po ciężkim dniu zwiedzania.
W świątyni Onsen-ji czczony jest Yakushi Nyorai, Budda uzdrawiania i medycyny, któremu przypisuje się przywrócenie przepływu gorącej wody źródlanej miasta po tym, jak zostało ono zatrzymane przez trzęsienie ziemi. Tuż za miastem znajduje się wioska skansen gospodarstw rolnych w stylu gasshō-zukuri, tradycyjnych domów ze stromymi dachami z regionu Shirakawa-gō. 

## Galeria

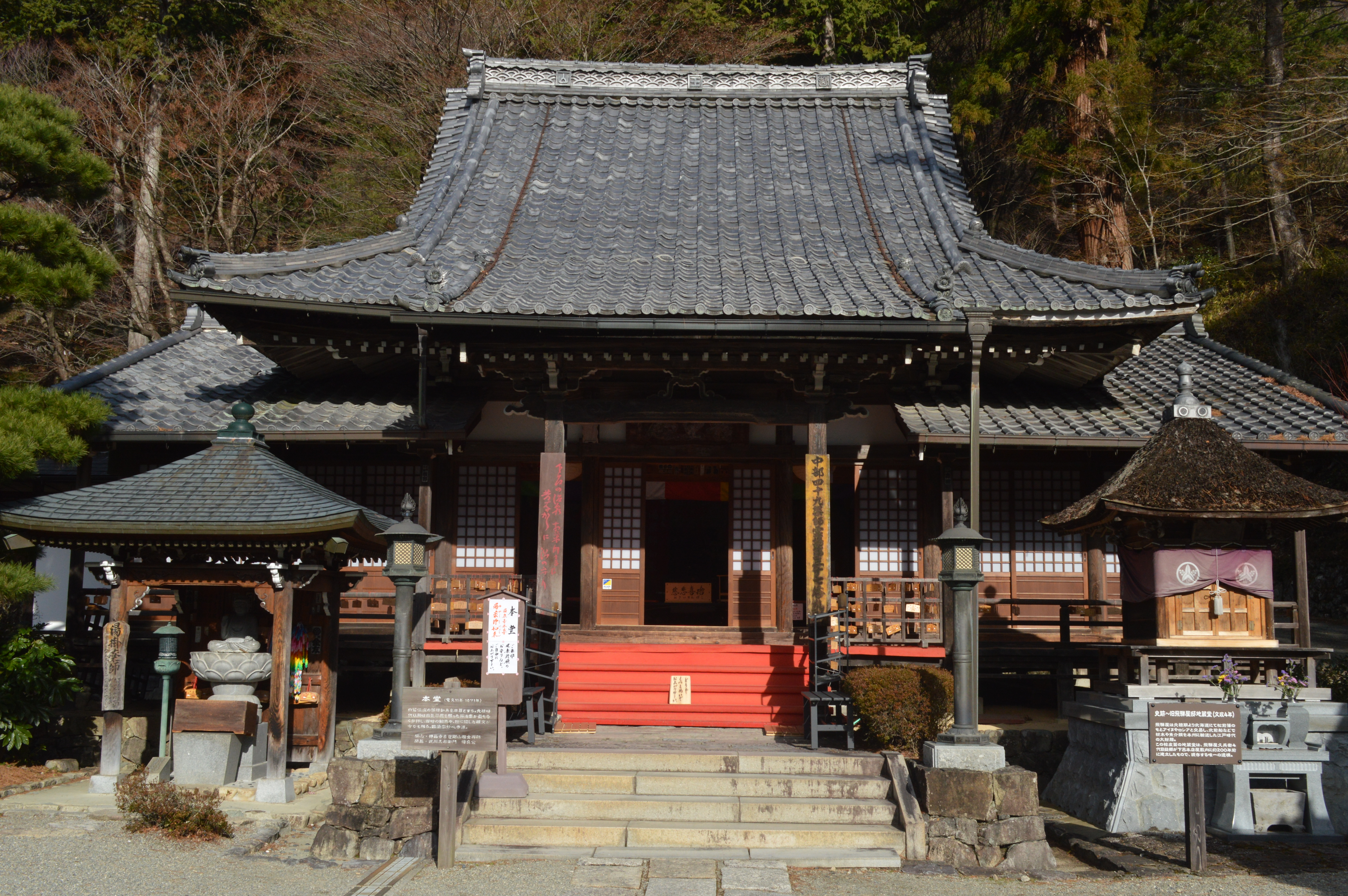
Świątynia buddyjska Onsen-ji
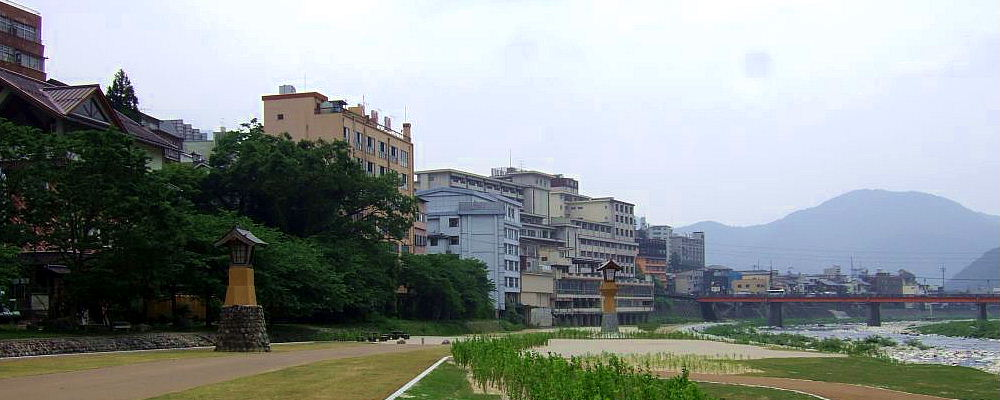
Dzielnica onsenów od strony rzeki Hida
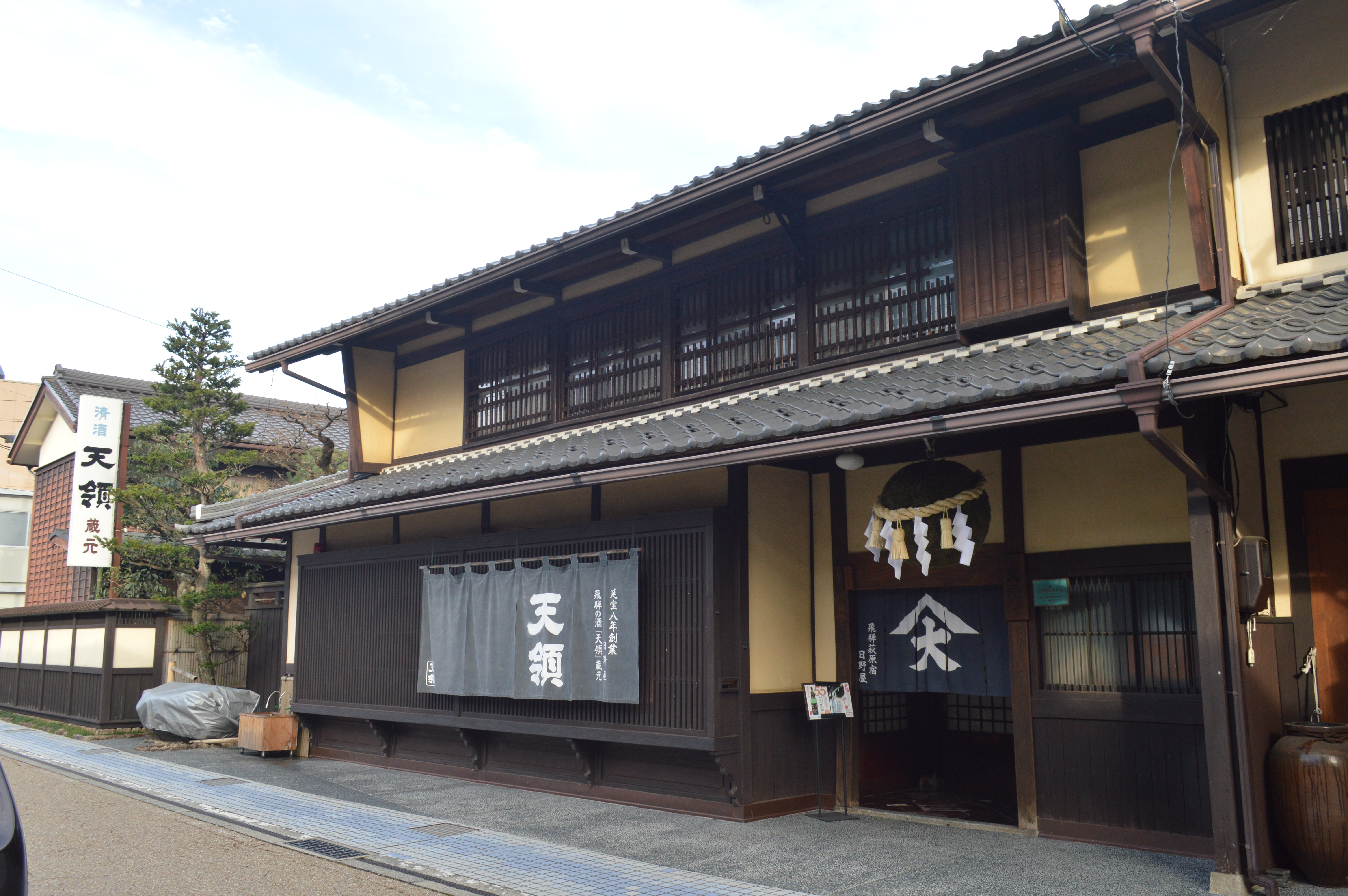
Wytwórnia sake Tenryō